# 死せるキリスト (シャンパーニュ)
『死せるキリスト』（しせるキリスト、仏: Le Christ mort、英: Dead Christ）は、フランドル出身でフランスに帰化した17世紀の画家フィリップ・ド・シャンパーニュが1650-1654年に板上に油彩で制作した絵画である。1674年の画家の死後の目録に記載され、甥のジャン=バティスト・ド・シャンパーニュ (Jean-Baptiste de Champaigne) に継承された。1693年のポール・ロワイヤル修道院の目録に記載されているため、ジャン＝バティストから修道院に遺贈されたものと考えられる。作品はフランス革命中の1793年に接収され、以来、パリのルーヴル美術館に所蔵されている。

## 作品
画面下部には、「Quicumque baptizati sumus in Christo Jesu, in morte ipsius baptizati sumus. / Consepulti enim sumus illo per baptismum in mortem.Romanorum.6.v.3. and 4」というラテン語の銘文が記されている。これは、『新約聖書』中の「ローマの信徒への手紙」 (6章3-4) にある「それともあなたがたは知らないのですか。キリスト・イエスに結ばれるために洗礼を受けたわたしたちが皆、またその死にあずかるために洗礼を受けたことを」を表している。
シャンパーニュの本作は、その彫塑性と簡素さで衝撃的である。血の染みがついた屍衣の上に寝かされたイエス・キリストが等身大で写実的に描かれている。傷も生々しく描かれ、肌、特に顔と手は本物の死体のように灰色がかっている。がっしりとした肩と腿の上部は解剖学的に正確に表され、肋骨は1本1本浮き上がっている。

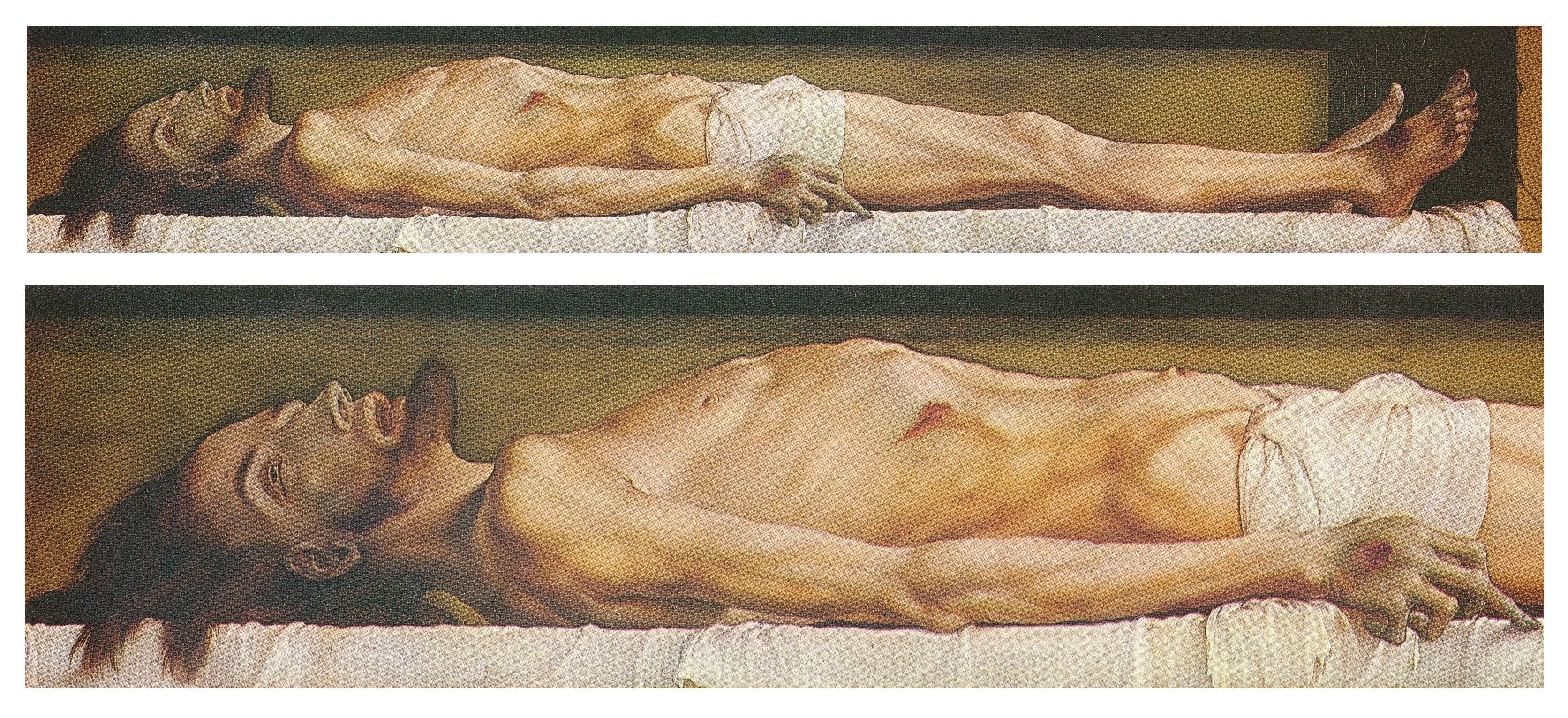
ハンス・ホルバイン『墓の中の死せるキリスト』 (1521-1522年)、バーゼル市立美術館

キリストの横には誰も登場せず、キリストは完全に孤立し、鑑賞者の目に浮彫のような強い印象を与える。キリストの身体は白い布が掛けられた石板に横たわっているが、ほとんど水平で、キリストの身体が部分的に持ち上がっているピエタやキリストの哀悼の場面とは対照的である。この絵画では、キリストの肩と頭部 (荊冠が近くに見える) のみがわずかに傾けられている。キリストの孤立は、鑑賞者に彼が放棄された感覚を与える。この絵画は、ハンス・ホルバインの『墓の中の死せるキリスト』 (バーゼル市立美術館) を想起させずにはおかない。
本作がシャンパーニュの死後の目録に記載されていることは、作品が非常に個人的なもので、委嘱されたものでないことを示唆している。シャンパーニュは、1640年代半ば以降、カトリックに反抗した一派ヤンセン主義に影響された深い信仰心を持つ画家であった。彼の娘カトリーヌはヤンセン主義者のポール・ロワイヤル修道院の修道女で、彼はこの修道院のために『1662年の奉納画』 (ルーヴル美術館) など数々の絵画を制作した。